# 国家媒体委员会 (阿联酋)
国家媒体委员会（阿拉伯语：‎，羅馬化：al-Majlis al-Watani li'al-Ealam ）是阿拉伯联合酋长国依据2006年《一号令》成立的联邦机构。它促进并支持阿联酋国内外任何与媒体相关的倡议与活动。委员会目标是“提供有利于阿联酋媒体行业发展的综合监管环境，突出阿联酋在国内外媒体成就，并确保以高质量、高效和透明的方式提供一切行政服务”。
由于新冠肺炎疫情在阿联酋恶化，谢赫穆罕默德·本·拉希德·阿勒马克图姆于2020年7月宣布强制重组阿联酋政府，该计划将削减约五成的基础设施，并将许多服务归入数字领域。该计划为期两年。因此，国家媒体委员会将被并入文化知识发展部下辖的联邦青年局（后者已易名为文化与青年部）。在2021年6月，教育部成立媒体管理办公室（阿拉伯语：‎，羅馬化：Maktabat Tanzheem al-Ealam ) 执行原国家媒体委员会的多项职能和任务。

## 阿联酋媒体法律
阿联酋有多款涉媒体的法律和决议，委员会在相关法令的实施中发挥着至关重要的作用。阿联酋制定有六项主要法律和决议：
- 2002年七号令：AUE版权法
- 2006年第四号内阁令：关于国家媒体委员会组织
- 2006年第十四号内阁令：关于国家媒体委员会组织
- 2007年第4次会议第 （70/13）号：部长理事会决议
- 委员会主席第三十五号决议：规范部分自由授权许可声明的行使
- 2012年：关于常规内容和广告媒体[7]

## 机构关系
国家媒体委员会有意与多家媒体、政府和学术机构建立关系以实现该机构的主要战略目标。合作伙伴诸如国营媒体机构、地方或国际媒体机构、媒体自由地带、联邦和地方机构等。

## 机构组成
除阿布扎比总部外，国家媒体委员会还在阿联酋其他地区亦设有分部。 《阿拉伯天空新闻》前主席、国务部长苏丹艾哈迈德·贾比尔博士自2015年5月起任国家媒体委员会主席一职。委员会设有董事会，该部门负责监督该机构的特定部门。阿联酋内阁已依据2013年《第九号决议》和2013年《第十二号决议》批准国家媒体委员会组织改革计划，这些决议根据“阿联酋2021年愿景”定义该组织的架构。